# Helge Braun

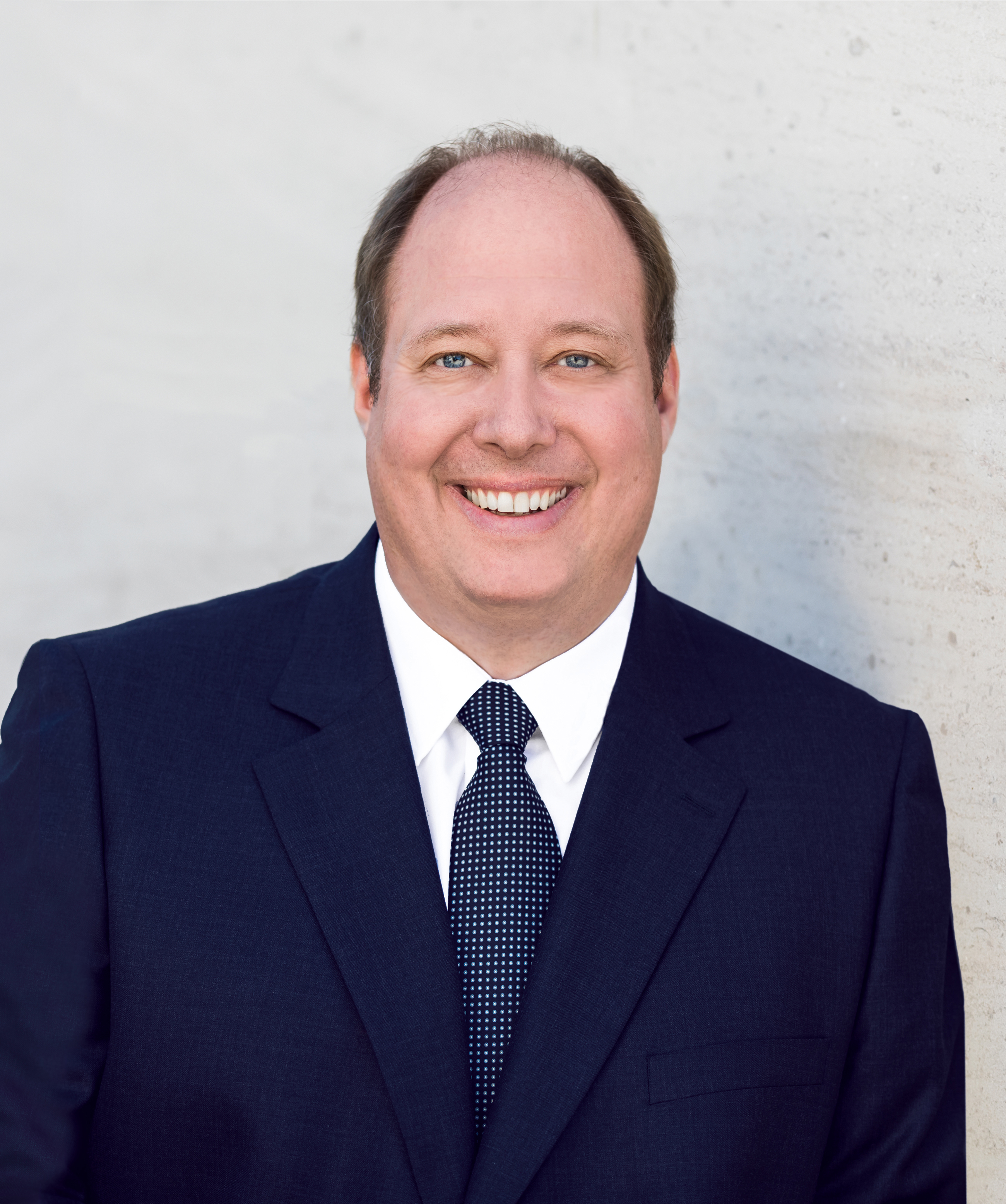
Helge Braun (2017)

Helge Reinhold Braun (* 18. Oktober 1972 in Gießen) ist ein deutscher Humanmediziner und ehemaliger Politiker (CDU). Seit 2025 ist er Präsident der Universität zu Lübeck.
Er war von 2018 bis 2021 Bundesminister für besondere Aufgaben und Chef des Bundeskanzleramts im Kabinett Merkel IV. Zuvor war Braun von 2013 bis 2018 Staatsminister bei der Bundeskanzlerin im Kabinett Merkel III. Von 2002 bis 2025 war er Bundestagsabgeordneter, von 2021 bis 2025 als Vorsitzender des Haushaltsausschusses.

## Leben und Beruf
Nach dem Abitur 1992 an der Liebigschule in Gießen und dem Wehrdienst in Koblenz studierte Helge Braun von 1994 bis 2001 mit einem Stipendium der Konrad-Adenauer-Stiftung Humanmedizin an der Justus-Liebig-Universität Gießen. Danach war er als wissenschaftlicher Mitarbeiter (Assistenzarzt) am Universitätsklinikum Gießen und Marburg an der Klinik für Anästhesiologie, Intensivmedizin und Schmerztherapie bis zum zweiten Bundestagsmandat 2009 angestellt. 2007 wurde er mit einer Arbeit über den Einfluss intraoperativer Tachykardien (Herzrasen während einer Operation) auf die postoperative Prognose zum Doktor der Medizin promoviert. Die Johann Wolfgang Goethe-Universität Frankfurt am Main verlieh ihm 2015 vor dem Hintergrund seiner über mehrere Jahre geleisteten ehrenamtlichen Lehrtätigkeit die Bezeichnung Honorarprofessor.
Am 6. November 2024 wählte ihn der Akademische Senat der Universität Lübeck zum Präsidenten der Hochschule. Er trat sein Amt am 1. April 2025 an.
Seit dem 1. Januar 2025 ist Braun zudem Vorsitzender des Kuratoriums der privaten Hertie School in Berlin.
Braun ist römisch-katholisch und verheiratet mit Katja Braun (CDU), die in der Hessischen Landesvertretung beim Bund in Berlin arbeitet.

## Partei

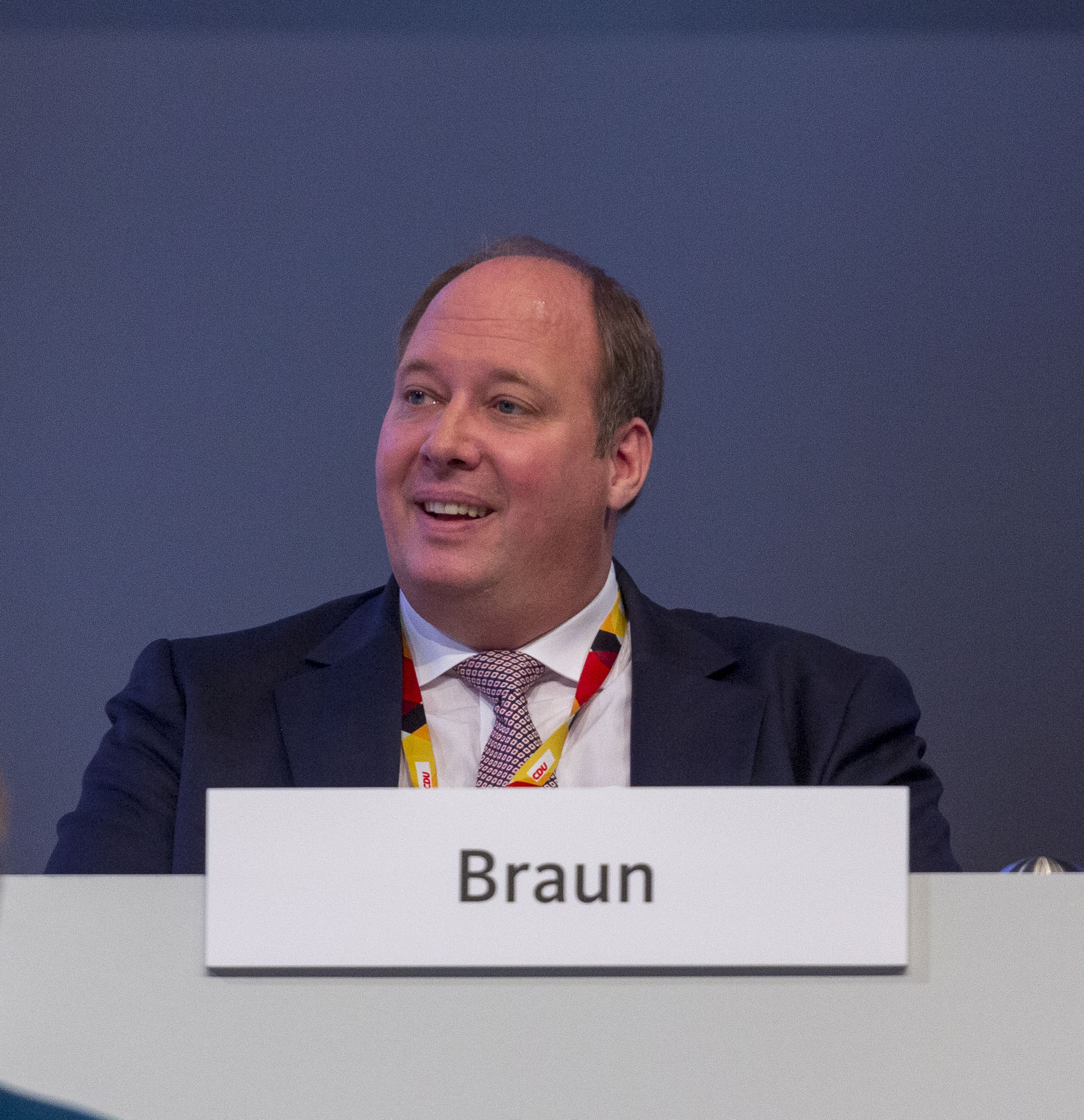
Helge Braun (2019)

Von 1989 bis 2007 war Braun Mitglied in der Jungen Union (JU). Er war von 1992 bis 1997 Kreisvorsitzender der JU Gießen und von 1998 bis 2001 Bezirksvorsitzender der JU Mittelhessen.
Seit 1990 ist er Mitglied der CDU. 1992 wurde er Vorstandsmitglied des CDU-Kreisverbandes Gießen, seit 2004 ist er nachfolgend auf Volker Bouffier (1987 bis 2004) Kreisvorsitzender. 1995 wurde er stellvertretender Bezirksvorsitzender der CDU Mittelhessen und ist seit 2007 Bezirksvorsitzender.
Im November 2021 kündigte Braun an,  dass er sich um die Wahl zum CDU-Vorsitz 2022 bewerben werde. Bei der Mitgliederbefragung im Dezember 2021 unterlag er Friedrich Merz mit 12,1 % der Stimmen. Merz vereinigte mit 62,1 % die absolute Mehrheit auf sich, während Norbert Röttgen als weiterer Bewerber 25,8 % erreichte.

## Abgeordneter
Braun gehörte von 1997 bis 2009 der Stadtverordnetenversammlung der Universitätsstadt Gießen an. Von 2006 bis 2009 war er Mitglied des Kreistages im Landkreis Gießen und Vorsitzender der CDU-Kreistagsfraktion.
Bei der Bundestagswahl 2002 zog Braun über die Landesliste Hessen in den Bundestag ein, wobei er bei der Direktwahl im Wahlkreis Gießen gegen den SPD-Direktkandidaten Rüdiger Veit gescheitert war. Als Mitglied des Deutschen Bundestages war er Mitglied im Ausschuss für Bildung, Forschung und Technikfolgenabschätzung und im Ausschuss für Umwelt, Naturschutz und Reaktorsicherheit. Außerdem war er stellvertretendes Mitglied im Petitionsausschuss und Sprecher seiner Fraktion im Parlamentarischen Beirat für nachhaltige Entwicklung. Von 2003 bis 2005 war er zudem stellvertretender Vorsitzender der Landesgruppe Hessen der CDU/CSU-Bundestagsfraktion. Bei der Bundestagswahl 2005 scheiterte er erneut bei der Direktwahl gegen den SPD-Direktkandidaten Rüdiger Veit in seinem Wahlkreis, konnte diesmal aber auch nicht über die Landesliste in den Bundestag einziehen.
Bei der Bundestagswahl 2009 gewann er das Direktmandat des Wahlkreises Gießen mit 59.441 (36,7 %) Stimmen und ist seitdem wieder Abgeordneter im Deutschen Bundestag. In der Folge wurde er zum parlamentarischen Staatssekretär berufen und erneut zum stellvertretenden Vorsitzenden der Landesgruppe Hessen der CDU/CSU-Bundestagsfraktion gewählt.
Bei der Bundestagswahl 2013 errang Braun 67.587 Stimmen (44,4 %) und siegte damit wiederum gegen den SPD-Direktkandidaten Rüdiger Veit im Gießener Wahlkreis. Bei der Bundestagswahl 2017 war er der Spitzenkandidat der hessischen CDU. Abermals holte er mit diesmal 57.610 Stimmen (35,1 %) das Direktmandat. Bei der Bundestagswahl 2021 zog er über die Landesliste in den Bundestag ein. Bei den Erststimmen war er mit 29,6 % gegen Felix Döring von der SPD (30,4 %) unterlegen.
Am 4. November 2024 kündigte Braun an, bei der Bundestagswahl 2025 nicht mehr zu kandidieren. An seiner Stelle kandidierte im Wahlkreis Gießen Frederik Bouffier.

## Öffentliche Ämter
Im Kabinett Merkel II war Braun parlamentarischer Staatssekretär bei der Bundesministerin für Bildung und Forschung.
Braun wurde am 17. Dezember 2013 von Bundeskanzlerin Angela Merkel als Staatsminister bei der Bundeskanzlerin für Bürokratieabbau, bessere Rechtsetzung und die Koordinierung der Bund-Länder-Beziehungen im Kanzleramt ins Kabinett Merkel III berufen. In dieser Position koordinierte er auch Bund und Länder bei der Bewältigung der Flüchtlingskrise in Europa.
Am 14. März 2018 wurde er zum Kanzleramtsminister im Kabinett Merkel IV ernannt. Am 8. Dezember 2021 wurde die Regierung Merkel von der Ampel-Koalition unter Olaf Scholz abgelöst und auf Helge Braun folgte der SPD-Politiker Wolfgang Schmidt.
Für sein Engagement als Abgeordneter, Staatssekretär im BMBF und Staatsminister für die Förderung der Sepsis- und Infektionsforschung und zur stärkeren Beachtung von Sepsiseinflussfaktoren wie Malaria, Dengue-Fieber und Ebola auf politischer Ebene wurde Braun von der Global Sepsis Alliance mit dem Global Sepsis Award 2015 ausgezeichnet.

## Politische Positionen
Im Oktober 2021 rügte er die von Jens Spahn befürwortete und von den Ampel-Parteien geplante Beendigung der Epidemischen Lage. Im selben Monat wurde berichtet, er habe seine Ministerkollegen per Brief ermahnt, auf Beförderungen und Ausschreibungen für neue Projekte zu verzichten. Jede noch geplante Beförderung stehe unter seinem ausdrücklichen Vorbehalt. Auch von Umstrukturierungen sollten die Minister Abstand nehmen.

## Dissertation
Seine 2007 verfasste Doktorarbeit wurde 2021 von der Gießener Universität auf Verstöße gegen wissenschaftliche Standards überprüft, nämlich „auf mögliche Überschneidungen mit anderen Schriften“. Darum hatte Braun nach dem Aufkommen solcher Vorwürfe selbst gebeten. Im Juni 2021 teilte die Universität mit, dass „keine Täuschungsabsicht festgestellt“ werden konnte. Bei der Untersuchung der Dissertation seien zwar „Fehler festgestellt“ worden, aber ein Entzug wäre nicht gerechtfertigt, da es sich nur um Fehler in der Zitierweise handelte, die er mit einer Überarbeitung beheben könne. Der Präsident der Universität Gießen sagte dazu in einem Interview: „Der Mangel der Hinweise an diesen Stellen ist nach unserer Satzung ein wissenschaftliches Fehlverhalten, und diese Fehler müssen korrigiert werden.“

## Mitgliedschaften
Braun ist Mitglied der Europa-Union Parlamentariergruppe Deutscher Bundestag. Die Deutsche Stiftung Friedensforschung wählte ihn 2009 zum stellvertretenden Vorsitzenden. Er gehört dem Kuratorium der Stiftung Lesen an und ist seit 2015 Stiftungsrat der Deutschen PalliativStiftung. Außerdem ist Braun Vizepräsident des Stiftungsrates der Stiftung Wissenschaft und Politik.